# Jean II (prince de Liechtenstein)
Pour les articles homonymes, voir Jean II.
 (février 2019).
Si vous disposez d'ouvrages ou d'articles de référence ou si vous connaissez des sites web de qualité traitant du thème abordé ici, merci de compléter l'article en donnant les références utiles à sa vérifiabilité et en les liant à la section « Notes et références ».
Jean II (en allemand : Johann II.) est né le 5 octobre 1840 à Eisgrub en margraviat de Moravie (Autriche) et mort le 11 février 1929 à Feldsberg en Moravie (Tchécoslovaquie). Il est prince de Liechtenstein du 12 novembre 1858 à sa mort, soit pendant plus de soixante-dix ans. Il demeure, compte tenu de la longueur de son règne, l'une des figures marquantes de la principauté.

## Biographie

### Naissance et famille

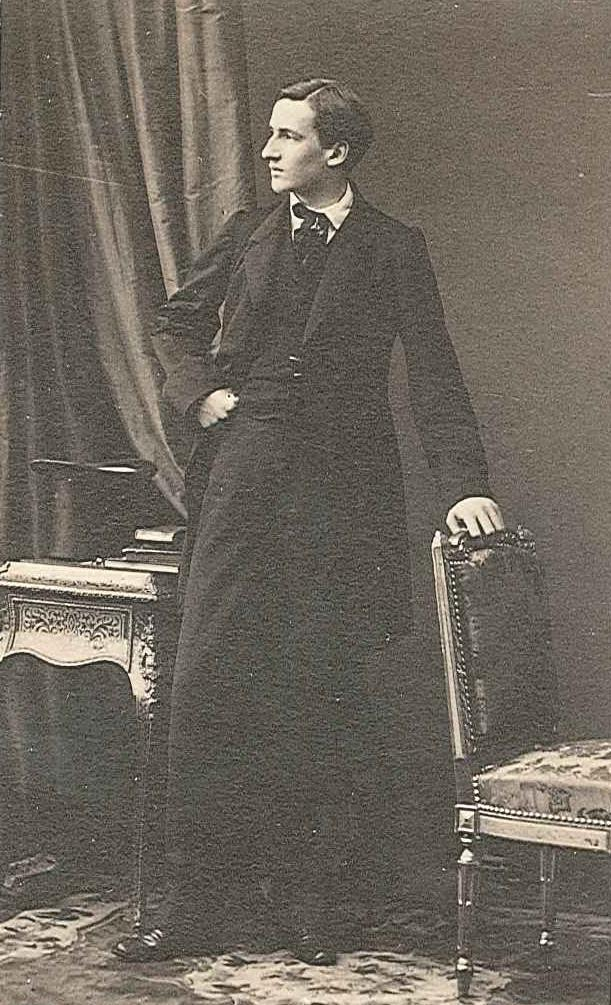
Le jeune prince Jean II de Liechtenstein.

Johann von Liechtenstein nait le 5 octobre 1840 dans le château familial d'Eisgrub (aujourd'hui Lednice) en Moravie autrichienne. C'est le fils aîné du prince souverain Alois II (1796-1858) et de son épouse Franziska Kinsky (1813-1881). Le titre de prince héréditaire lui échoit dès sa naissance. Bien que fasciné par la France et sa culture, il reçoit une éducation purement autrichienne qui l'empêche de maîtriser le français. À l'âge de 15 ans, sa mère lui impose néanmoins une gouvernante française, qui lui permettra d'ajouter le français à sa langue maternelle, l'allemand. Dès 1857, l'empereur d'Autriche François-Joseph cherche une princesse de sang pour marier l'héritier de la principauté de Liechtenstein. Mais ces plans sont interrompus le 12 novembre 1858, à la mort du prince Aloïs II.

### Prince de Liechtenstein
À la mort de son père en 1858, le prince Jean devint, à l'âge de 18 ans, prince souverain de Liechtenstein sous le nom de Jean II. L'empereur, qui avait promis à sa mère, la princesse Franziska Kinsky von Wchinitz und Tettau, de trouver une princesse de sang royal pour le nouveau prince de Liechtenstein, poursuivit alors ses négociations avec l'étranger. En 1864, Jean II se voit fiancé à Alice de Bourbon, princesse de Parme (arrière-petite-fille du roi de France Charles X, nièce d'Henri d'Artois, prétendant au trône de France sous le nom de comte de Chambord et sœur du duc récemment détrôné Robert Ier de Parme). La princesse Alice tombe sous le charme du jeune prince allemand, mais bien qu'il apprécie la compagnie de cette princesse Bourbon, celui-ci refuse le mariage en avançant une union « à la confédération allemande » et donc à sa chère principauté de Liechtenstein. Certains de ses contemporains ont soutenu la thèse de son homosexualité. Les fiançailles célébrées en janvier 1864 sont donc rompues en décembre de la même année. Alice de Bourbon-Parme épousa finalement en 1868 le grand-duc détrôné de Toscane Ferdinand IV. 
Jean II n'eut jamais ni épouse, ni maîtresse et de ce fait aucune descendance. Il régna 70 ans et 91 jours, ce qui en fait le second plus long règne personnel de l'histoire européenne derrière celui de la reine du Royaume-Uni Élisabeth II (70 ans et 214 jours), le roi de France Louis XIV (72 ans et 110 jours) ayant régné sous la régence de sa mère jusqu'en 1651, n'a pas alors exercé le pouvoir.
Petite principauté rurale à son accession au trône, le Liechtenstein devint, sous son long règne, un pays moderne doté de tous les attributs de la modernité : le pays fut raccordé au télégraphe en 1869, au chemin de fer en 1887, puis au téléphone en 1898. Bien que membre de la plus haute aristocratie morave et donc apparenté aux plus prestigieuses familles de la noblesse autrichienne, il préserva la neutralité de son pays durant la Première Guerre mondiale. En 1918, il assista impuissant à l'effondrement de la monarchie austro-hongroise, au démembrement de ce pays et à l'appropriation, par le nouvel État tchécoslovaque, d'une partie du patrimoine bohême et morave de sa famille. En 1919, il mit fin à l'union monétaire et douanière qui avait été scellée en 1852 avec l'empire d'Autriche. Le jour de son 81e anniversaire, le 5 octobre 1921, il octroya à son peuple une nouvelle constitution qui est toujours en vigueur aujourd'hui. Après avoir conclu une convention postale avec la Confédération suisse en 1920, il signa également une union douanière (1923) et monétaire (1924) avec son voisin suisse, date à laquelle le franc suisse prit donc la place de la couronne austro-hongroise.
Il mourut en son château de Feldsberg à l'âge de 88 ans, après 70 ans de règne. Sans postérité, c'est son frère, le prince François Ier, qui hérita du trône liechtensteinois.